# Воскресеновка (Васильковский район)
Воскресеновка (укр. Воскресенівка) — село,
Воскресеновский сельский совет,
Васильковский район,
Днепропетровская область,
Украина.
Код КОАТУУ — 1220782501. Население по переписи 2024 года составляло 449 человек.
Является административным центром Воскресеновского сельского совета, в который, кроме того, входит село
Нововоскресеновка.

## Географическое положение
Село Воскресеновка находится на левом берегу реки Волчья,
выше по течению на расстоянии в 4 км расположено село Богдановка,
ниже по течению на расстоянии в 6 км расположено село Троицкое (Павлоградский район),
на противоположном берегу — село Великоалександровка.
По селу протекает пересыхающий ручей с запрудой.
Рядом проходит автомобильная дорога Т-0408.

## Происхождение названия
На территории Украины 4 населённых пункта с названием Воскресеновка.

## История
- Конец XVI века — дата основания как село Озеровка.
- XVII век — в селе построена церковь «Святого Воскресения», в это же время село переименовано в Воскресеновка.

## Экономика
- Дружба-2000.

## Объекты социальной сферы
- Школа I—II ст.
- Клуб.
- Фельдшерско-акушерский пункт.

## Достопримечательности
- Братская могила советских воинов.